# Esquadrão N.º 22 da RAAF
O Esquadrão N.º 22 é um esquadrão de reserva da Real Força Aérea Australiana (RAAF) que providencia apoio à área de Sydney. Formado em 1936, o esquadrão serviu na Papua-Nova Guiné durante a Segunda Guerra Mundial. Dissolvido em 1946, voltou a ser formado em 1948. No pós-guerra, o esquadrão ficou sem qualquer meio aéreo a partir da década de 60, encontrando-se actualmente colocado na Base aérea de Richmond, Nova Gales do Sul.